# Na Dương
Na Dương là một xã thuộc tỉnh Lạng Sơn, Việt Nam.
Thị trấn Na Dương có diện tích 11,15 km², dân số năm 1999 là 7.245 người, mật độ dân số đạt 650 người/km².
Theo thống kê năm 2019, thị trấn Na Dương có diện tích 11,15 km², dân số là 8.369 người, mật độ dân số đạt 751 người/km².